# Taninga
Taninga es una localidad situada en el departamento Pocho, provincia de Córdoba, Argentina.
Se encuentra en el Valle de Traslasierra, a aproximadamente 120 km de la Ciudad de Córdoba, en el cruce de las rutas RP 28 y RP 15.
La localidad surgió gracias a la construcción del Camino de Los Túneles, por la Ex-Ruta Nacional 20. Fue un importante centro turístico hasta la década de 1980, lo cual mermó con la consolidación del Camino de las Altas Cumbres en el Departamento San Alberto.

## Población
Cuenta con 129 habitantes (Indec, 2010), lo que representa un descenso del 22% frente a los 167 habitantes (Indec, 2001) del censo anterior.
| Gráfica de evolución demográfica de Taninga entre 1991 y 2010 |
|                                                               |
| Fuente: Censos nacionales del INDEC                           |

- Datos: Q6138686
- Multimedia: Taninga / Q6138686